# Fremont Street
A Fremont Street Las Vegas város második leghíresebb utcája a Las Vegas Strip után. Las Vegas története itt kezdődött 1905-ben.
Nevét John Charles Frémont amerikai felfedezőről kapta. A Fremont Street a belváros fő utcája, ahol számos híres kaszinó épült (Binion's Horseshoe, Eldorado Club, Fremont Hotel and Casino, Golden Gate Hotel and Casino, Golden Nugget, The Mint, Pioneer Club).
Amikor a Strip még nem létezett, itt volt „az igazi Las Vegas”. Itt építették ki a Fremont Street Experience-t, amely egy fedett sétálóutca, sötétedés után fényárban úszik. Az egykori Pioneer Club bejáratánál látható a híres Vegas Vic nagyméretű neoncowboy, mely egyik jelképe Las Vegasnak.

## Történet
Las Vegast 1905-ben alapították, a Fremont Street volt az első kikövezett utca 1925-ben. 1931-ben szerelték fel az első forgalomirányító lámpát.
Amikor legalizálták a szerencsejátékot Nevada államban, a Fremont street-i Northern Club volt az elsők között, ahol kaszinó nyílt. 
2006-ban újították fel a Fremont Street környékét, ahol kialakítottak egy szórakozó negyedet, a Fremont Street Experience nevű utcaszakaszt, mely fedett és kaszinóknak, éttermeknek, és egyéb szórakozóhelyeknek ad helyet. A Fremont street Las Vegas belvárosának a központja.

## Vegas Vic
A Vegas Vic az egyik leghíresebb Las Vegas-i neonreklám nem hivatalos neve. Vegas Vic barátságos cowboy, aki integet és beszél, és egyben Las Vegas egyik jelképe. 1951-ben készítették, 12 méter magas és az egykori Pioneer Club bejárata felett volt látható. A Pioneer Club már megszűnt és a helyén egy szuvenírbolt van, de Vegas Vic továbbra is integet.

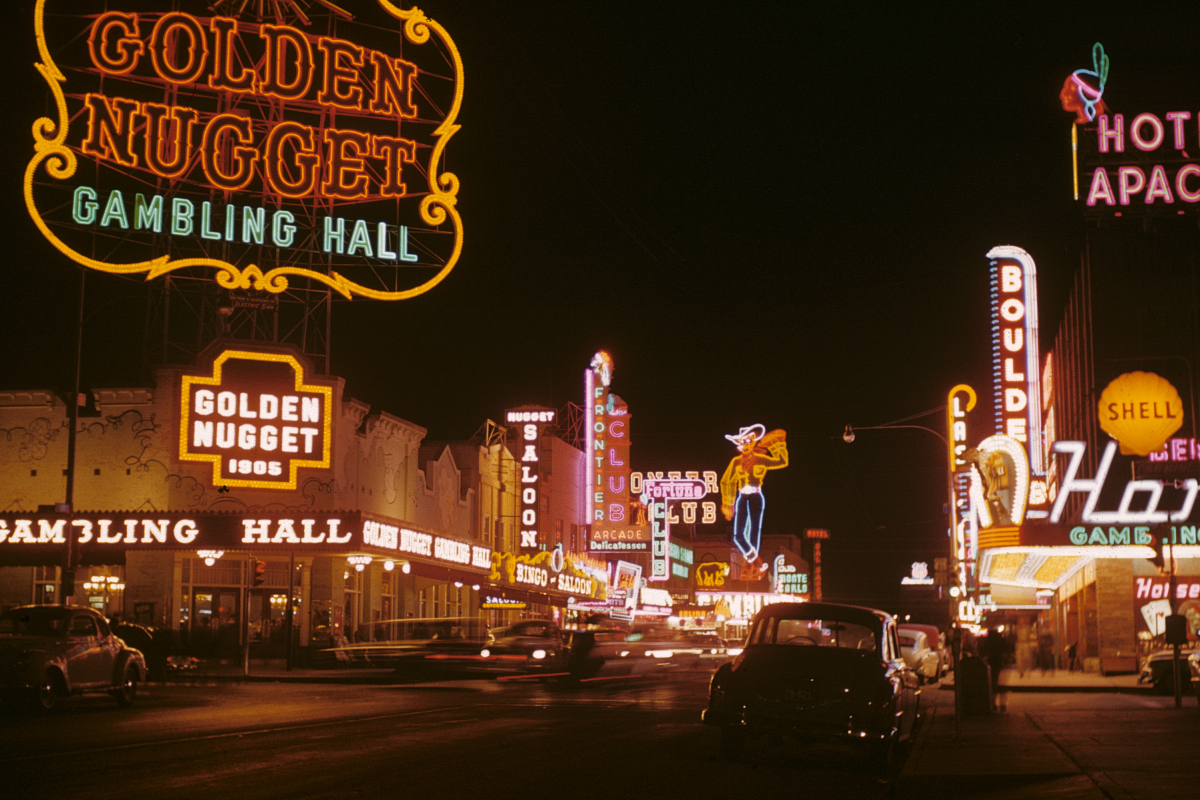
A Fremont street 1952-ben

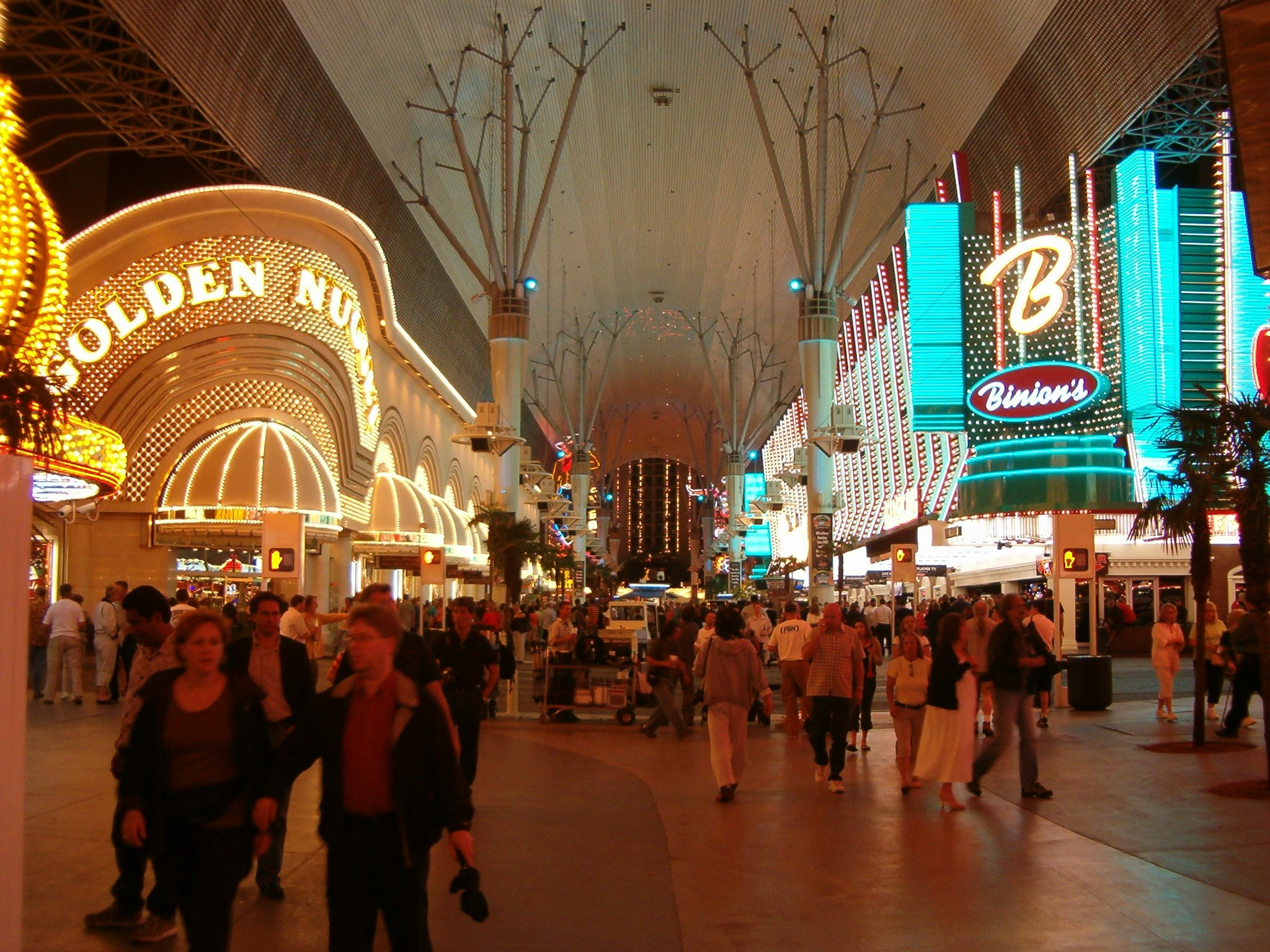
Golden Nugget a Fremont Street-en

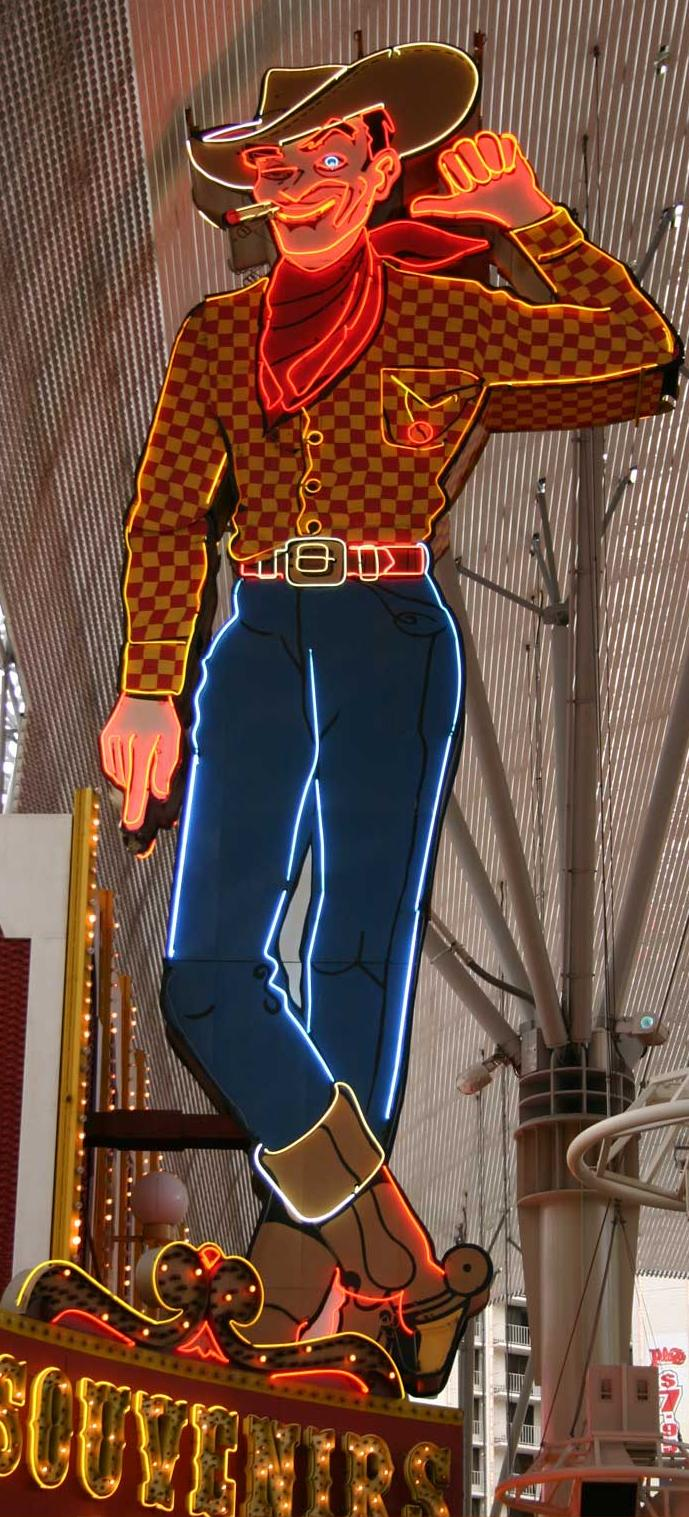
Vegas Vic

## Fordítás
Ez a szócikk részben vagy egészben  a   Fremont Street című angol Wikipédia-szócikk ezen változatának fordításán alapul.  Az eredeti cikk szerkesztőit annak laptörténete sorolja fel. Ez a jelzés csupán a megfogalmazás eredetét és a szerzői jogokat jelzi, nem szolgál a cikkben szereplő információk forrásmegjelöléseként.